# Hotel Danieli

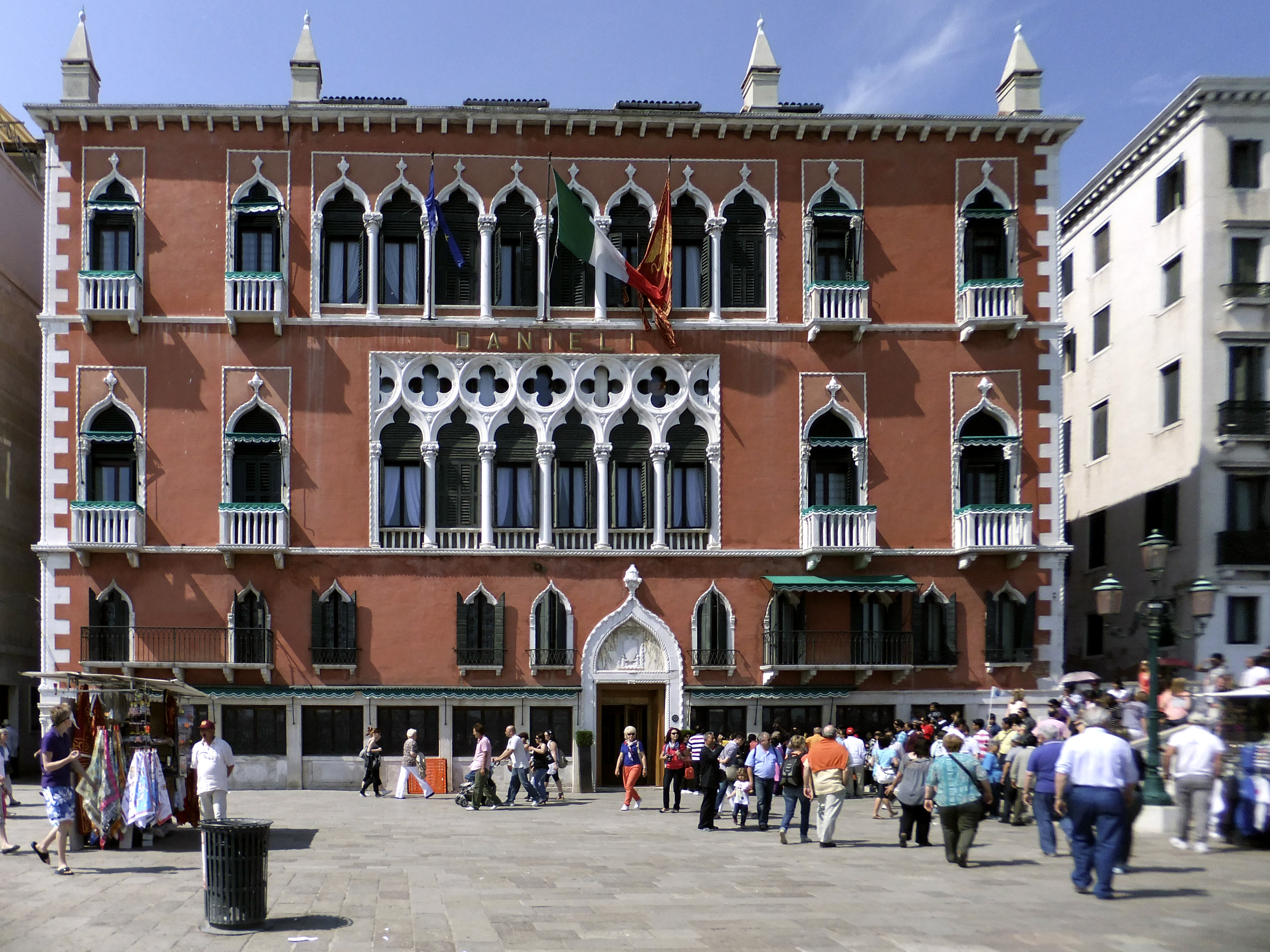
Hotel Danieli

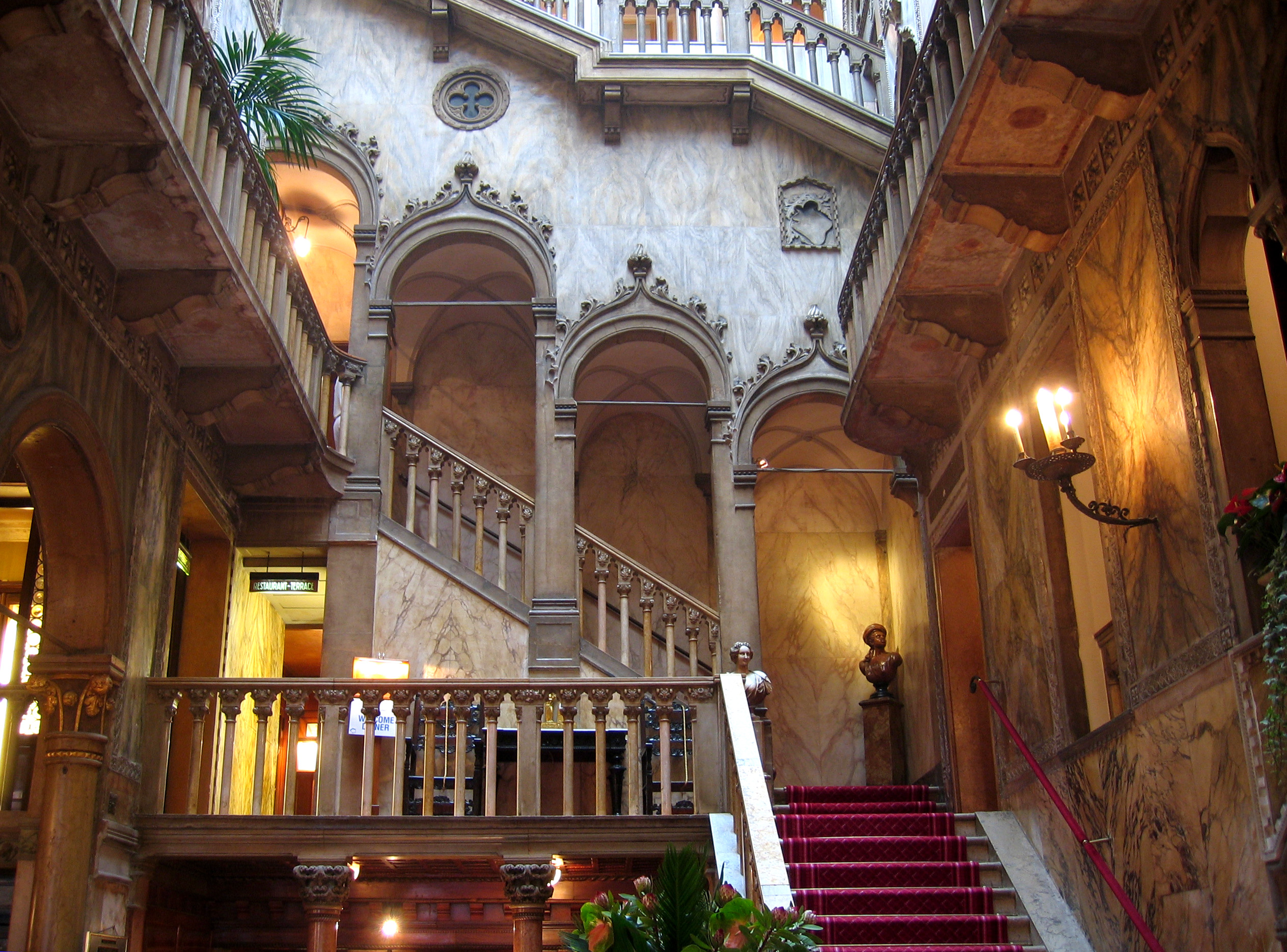
Het trappenhuis

Hotel Danieli, ook bekend als Palazzo Dandolo, is een vijfsterrenhotel in de Italiaanse stad Venetië. Het ligt aan de Riva degli Schiavoni, de boulevard van de stad, vlak bij het San Marcoplein. Langs het  hotel loopt het kanaal de Rio del Vin waardoor gasten ook vanuit de watertaxi het hotel kunnen betreden.
Het palazzo werd tegen het eind van de 14e eeuw gebouwd in opdracht van de familie Dandolo, een invloedrijke familie die meerdere Doge's heeft voortgebracht. Sinds 1822 is het een hotel. In de loop van de tijd is het hotel uitgebreid en zijn omliggende gebouwen eraan toegevoegd.
Het palazzo heeft tegenwoordig een roze gevel en een binnenplaats met daarin een trappenhuis met Byzantijn-gotische bogen. De duurste suite is de Dogesuite die versierd is met fresco's van Jacopo Guarana.
In 2010 werd het hotel als decor gebruikt voor de Amerikaanse film The Tourist.